# Gianna Woodruff
Pour les articles homonymes, voir Woodruff.
Gianna Woodruff (née le 18 novembre 1993 à Santa Monica (Californie)) est une athlète panaméenne, spécialiste du 400 mètres haies.

## Biographie
Lors du meeting de Tucson, le 20 mai 2017, Gianna Woodruff établit le nouveau record d'Amérique du Sud  du 400 m haies en 55 s 76, en terminant seconde derrière Georganne Moline qui la devance en 54 s 10.
En 2021 elle termine 7e aux Jeux olympiques de Tokyo, après avoir battu son record en demi-finale.
En fin de saison elle réalise 54 s 20 à Eugene, un nouveau record continental.
En 2022 elle porte son record à 53 s 69 à l'occasion des championnats du monde.

## Palmarès
| Date | Compétition                              | Lieu           | Résultat | Temps   |
| ---- | ---------------------------------------- | -------------- | -------- | ------- |
| 2016 | Championnats ibéro-américains            | Rio de Janeiro | 2e       | 57 s 34 |
| 2017 | Championnats d'Amérique du Sud           | Luque          | 1re      | 56 s 04 |
| 2017 | Jeux Bolivariens                         | Santa Marta    | 2e       | 58 s 06 |
| 2018 | Jeux sud-américains                      | Cochabamba     | 3e       | 57 s 68 |
| 2018 | Jeux d'Amérique centrale et des Caraïbes | Barranquilla   | 6e       | 55 s 60 |
| 2019 | Championnats d'Amérique du Sud           | Lima           | 2e       | 56 s 76 |
| 2019 | Jeux panaméricains                       | Lima           | 7e       | 57 s 20 |
| 2021 | Jeux olympiques                          | Tokyo          | 7e       | 55 s 84 |
| 2022 | Championnats du monde                    | Eugene         | 7e       | 54 s 75 |
| 2023 | Jeux d'Amérique centrale et des Caraïbes | San Salvador   | 2e       | 56 s 15 |
| 2023 | Jeux panaméricains                       | Santiago       | 1re      | 56 s 44 |

## Records
| Épreuve          | Temps        | Lieu   | Date            |
| ---------------- | ------------ | ------ | --------------- |
| 400 mètres haies | 53 s 69 (AR) | Eugene | 20 juillet 2022 |